# The History of Middle-earth
The History of Middle-earth (De Geschiedenis van Midden-aarde) is een serie van Engelstalige boeken met teksten van de bekende schrijver J.R.R. Tolkien. Deze teksten werden samengesteld door diens zoon Christopher Tolkien en werden opeenvolgend uitgegeven van 1983 tot 1996.
In de boeken wordt het schrijven van The Silmarillion en The Lord of the Rings blootgelegd door middel van vele manuscripten, geschrapte hoofdstukken en tekstfragmenten van de hand van Tolkien zelf. Ook voorziet Christopher de teksten van commentaar om enige vragen en moeilijkheden omtrent de complexiteit van de verhalen uit te leggen.
Het zijn met name deze veranderingen waarop in het boek de nadruk wordt gelegd. Zo leest men hoe de verhalen zijn uitgegroeid tot wat ze uiteindelijk zijn geworden.
De boeken zijn vooralsnog niet in het Nederlands verschenen.

## De serie
1. The Book of Lost Tales 1 (Het Boek van Verloren Vertellingen 1)
2. The Book of Lost Tales 2 (Het Boek van Verloren Vertellingen 2)
3. The lays of Beleriand (De verhalen van Beleriand)
4. The Shaping of Middle-earth (De Schepping van Midden-aarde)
5. The Lost Road and Other Writings (De Verloren Weg en Andere Geschriften)
6. The Return of the Shadow (De Terugkeer van de Schaduw)
7. The Treason of Isengard (Het Verraad van Isengard)
8. The War of the Ring (De Oorlog om de Ring)
9. Sauron Defeated (Sauron Verslagen)
10. Morgoth's Ring (Morgoth's Ring)
11. The War of the Jewels (De Oorlog om de Juwelen)
12. The Peoples of Middle-earth (De Volken van Midden-aarde)

## The End of the Third Age
The End of the Third Age (Het Einde van de Derde Era) is een kleine versie van Sauron Defeated met daarin alleen het materiaal dat aan The Lord of the Rings gekoppeld is.

## The History of Middle-earth: Index
(De Geschiedenis van Midden-aarde: Index)
Zes jaar na de afronding van The History of Middle-earth werd er een index voor de serie uitgegeven met daarin alle namen die erin voorkwamen.

## The History of The Lord of the Rings
De hieronder vermelde boeken worden bij elkaar The History of The Lord of the Rings (De Geschiedenis van De In de ban van de Ring) genoemd, aangezien hierin de oude delen van The Lord of the Rings vermeld staan. In Sauron Defeated staat ook nog een deel over Numenor genaamd: The Notion Club Papers.
1. The Return of the Shadow
2. The Treason of Isengard
3. The War of the Ring
4. Sauron Defeated

## The History of Middle-earth en The History of The Hobbit
(De Geschiedenis van Midden-aarde en De Geschiedenis van De Hobbit)
Het verband tussen The History of Middle-earth en The History of The Hobbit is dat beide gaan over het schrijven van de uiteindelijke Midden-aarde boeken van J.R.R. Tolkien. In de The History of Middle-earth wordt het schrijven van The Silmarillion en The Lord of the Rings blootgelegd en in The History of The Hobbit het schrijven van The Hobbit. Daarnaast is The History of The Hobbit niet geschreven voor C. Tolkien, maar door John D. Rateliff.